# Стура-Альварет
56°28′00″ пн. ш. 16°33′00″ сх. д. / 56.466666666667° пн. ш. 16.55° сх. д.
Стура-Альварет (Шведською: [ˈstûːra ˈâlːvarɛt]; "Великий Альвар") — альвар, безплідна вапнякова тераса у південній половині острова Еланд, Швеція. 
Стура-Альварет — простір у формі кинджала завдовжки майже 40 км і близько 10 км у найширшому північному кінці. 
Площа цього утворення перевищує 260 км², що робить його найбільшим подібним простором у Європі та охоплює понад чверть площі суходолу острова.
Через тонкий шар ґрунту та високий рівень рН тут є великий асортимент рослинності, включаючи численні рідкісні види. 
Стура-Альварет не позбавлена дерев, всупереч поширеній помилковій думці; фактично, тут росте безліч рідкісних низькорослих дерев, схожих на карликовий ліс. 

Стура-Альварет визнано об’єктом Всесвітньої спадщини — Сільський ландшафт в південній частині острова Еланд, площею 56 323 га.

## Геологія
Вапнякова рівнина була сформована під дією льодовика під час епохи останнього льодовикового періоду. 
Власне вапнякова формація була створена приблизно 500 мільйонів років. Цей вапняк містить багато копалин древніх морських істот, таких як Orthoceras якого знайшли у рештках структур на острові. 
Лише 11 000 років тому суходіл острова Еланд почав виринати з Балтійського моря після того, як надлишковий тиск останніх льодовиків було знято таненням. Протягом наступних кількох тисяч років лід розтанув, і перша хвиля великих ссавців, включаючи людей, мігрувала через льодовий міст з материка. Нарешті тонкий шар ґрунту утворився шляхом колонізації рослинами оголеного вапняку та деякого вітрового осадження. У багатьох місцях вапняк не має жодного ґрунту.